# Aché Laboratórios Farmacêuticos
Aché Laboratórios Farmacêuticos  (ou simplesmente estilizado como achē), é um laboratório brasileiro fundado em 1966.
Teve a maior receita líquida do ramo em 2012 e foi objeto de ofertas de compra por outras empresas nacionais e multinacionais. Possui planta industrial em Anápolis, Cabo de Santo Agostinho, Guarulhos e São Paulo.
Comercializa 363 marcas, em 978 apresentações de medicamentos sob prescrição, isentos de prescrição e genéricos. Atende a 19 especialidades terapêuticas.